# Alan Perlaza
Alan Perlaza, más conocido como Perlaza (nacido el 14 de octubre de 1993 en Guayaquil, Ecuador) es un futbolista ecuatoriano que juega en la posición de delantero. Inició su carrera deportiva a los 6 años en España tras formarse en el Futbol Europeo regresó en el año 2018 al Futbol Ecuatoriano Actualmente ( Jugador Libre )

## Trayectoria
En 2016, el delantero ecuatoriano firma por el Club Deportivo Cristo Atlético, procedente del UP Plasencia.

## Clubes
Real Valladolid
| Club            | País   | Año         |
| --------------- | ------ | ----------- |
| Zamora CF       | España | 2011 - 2012 |
| Tordesillas     | España | 2012 - 2013 |
| UP Plasencia    | España | 2013 - 2015 |
| Cristo Atlético | España | 2016 -      |